# Euronext

Vecchio logo di NYSE Euronext

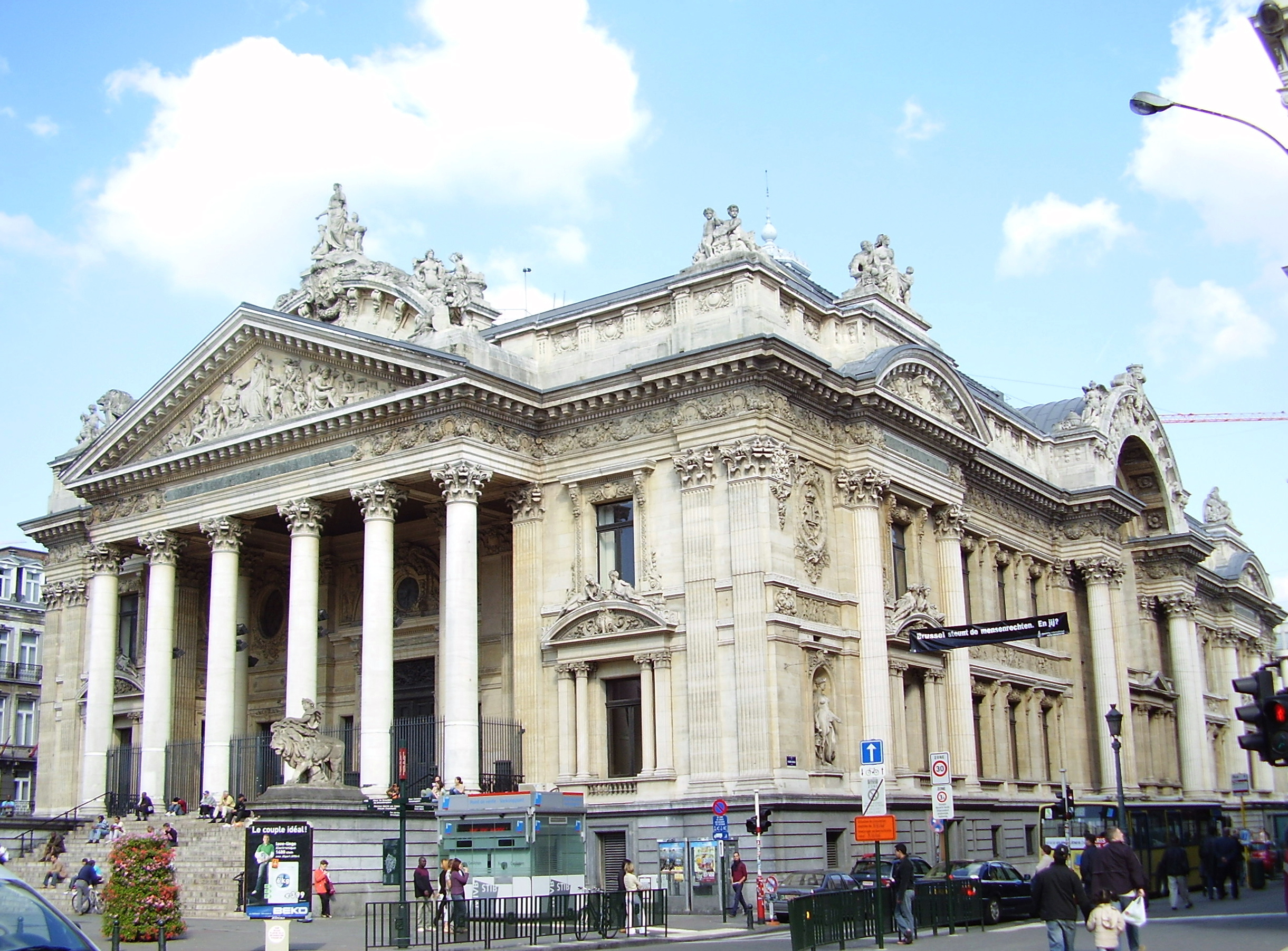
Il Palais de la Bourse o Beurs van Brussel, sede storica della Borsa di Bruxelles.

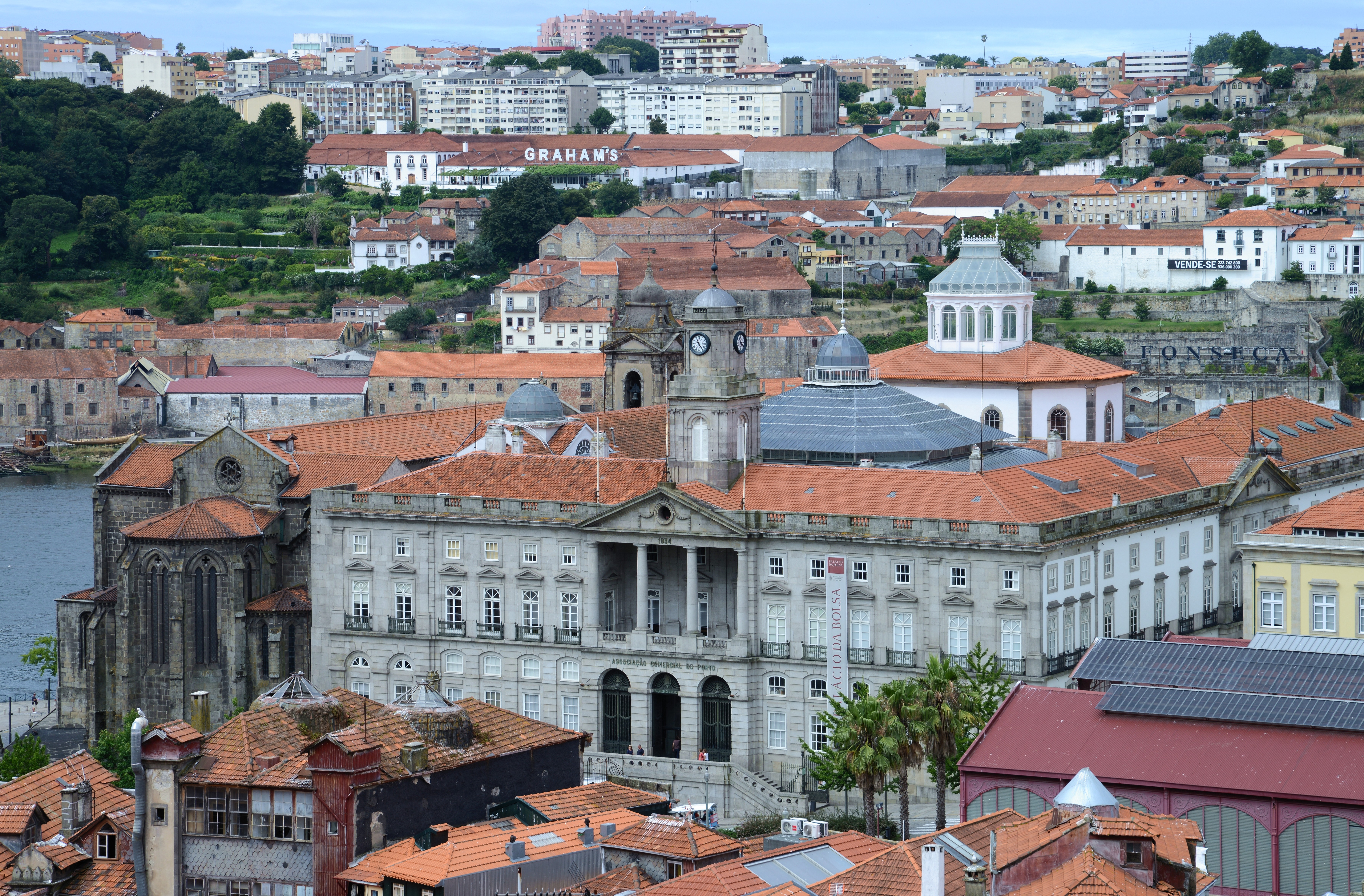
Palácio da Bolsa, sede storica della Bolsa do Porto.

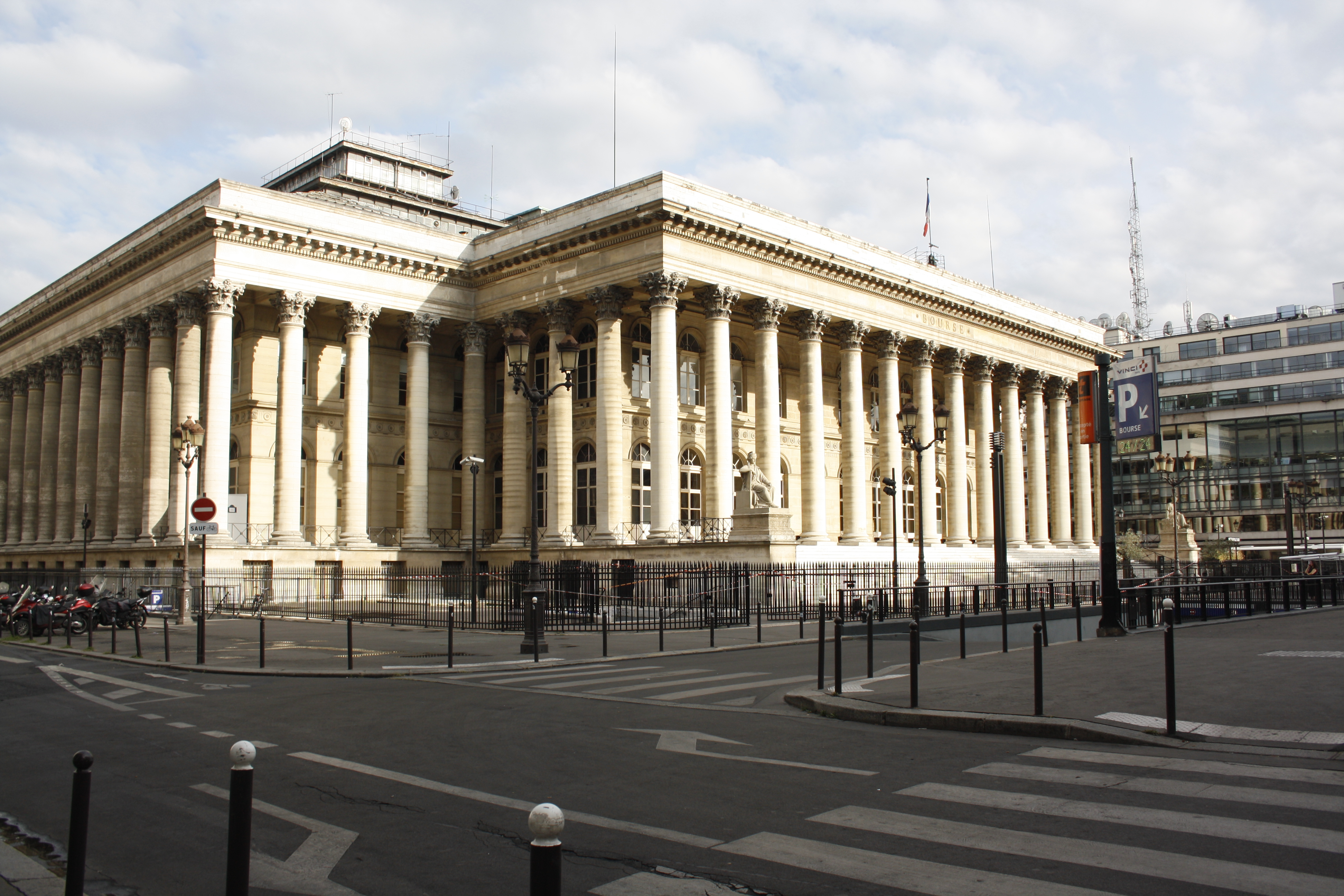
Palais Brongniart, sede storica della Bourse de Paris.

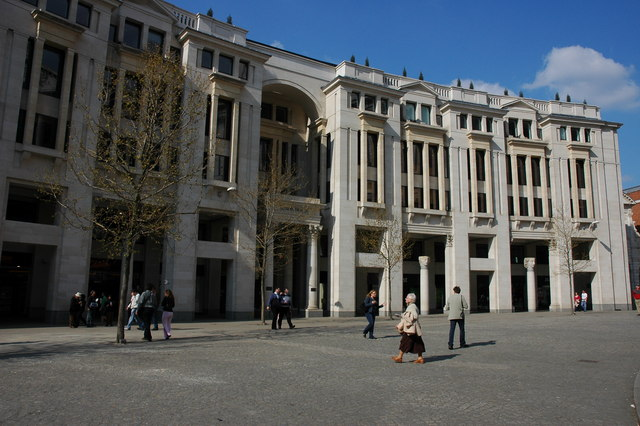
Juxon House, sede di Euronext London.

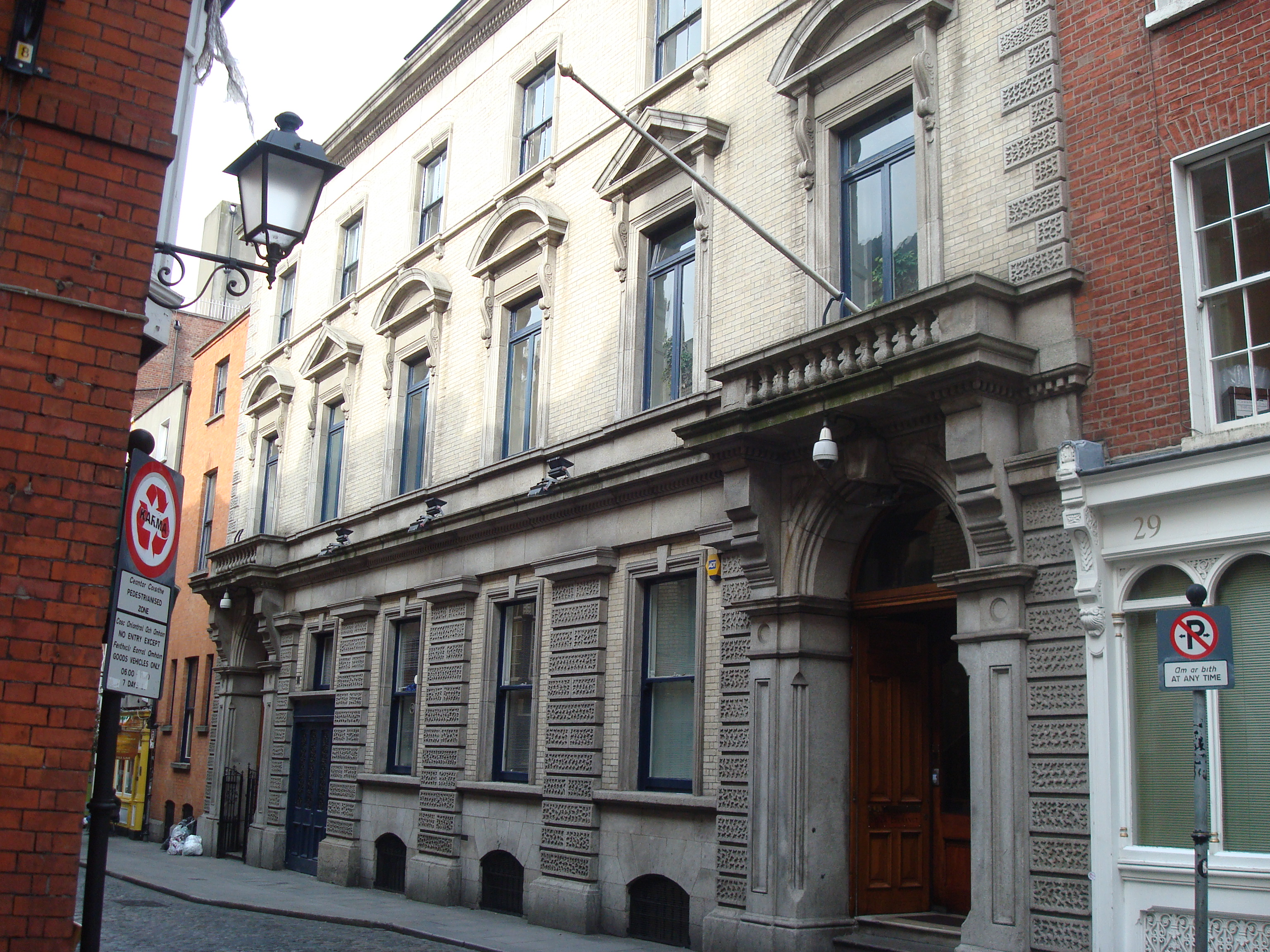
28 Anglesea Street, sede di Euronext Dublin.

Euronext N.V. è il principale mercato finanziario e borsa valori pan-europeo nell'Eurozona con più di 1 300 titoli quotati per un valore di circa 3.600 miliardi di euro di capitalizzazione di mercato a fine dicembre 2017, di cui un paniere di blue chips composto da 25 titoli nell'indice Euro Stoxx 50 e una forte base diversificata nazionale e internazionale di clienti.
Dal 20 giugno 2014 Euronext è nuovamente una società indipendente quotata sui suoi propri mercati a Parigi, Amsterdam e Bruxelles; la società è presente nell'indice CAC Mid 60 (e SBF 120, CAC Mid & Small e Next 150). Con l'aggregazione tra Euronext e Borsa Italiana, completata il 29 aprile 2021, nasce la prima piazza di quotazione azionaria in Europa con oltre 1.800 società quotate.

## Cronistoria

### Euronext
- 22 settembre 2000: creazione del gruppo EURONEXT a opera delle borse di Amsterdam, Bruxelles e Parigi.
- luglio 2001: ingresso in borsa del gruppo con un'offerta pubblica iniziale.
- 30 luglio 2001: creazione di Powernext, insieme a HGRT[3], EDF, Société Générale, BNP Paribas, TotalFinalElf e Electrabel.
- dicembre 2001: acquisizione delle azioni del LIFFE, mercato futures basato a Londra.
- 2002: la Bolsa de Valores de Lisboa e Porto entra a far parte del gruppo EURONEXT, come Euronext Lisbon, e la filiale Interbolsa diventa una società del gruppo EURONEXT.
- febbraio 2005: lancio di Eurolist by Euronext – il nome Eurolist è stato cambiato a partire dal 1º gennaio 2008 in Euronext –, mercato unico nel quale sono raggruppate tutte le imprese, divise in 3 compartimenti (A, B, C, a seconda della capitalizzazione di mercato).[4]
- 17 maggio 2005: lancio del segmento di mercato MTF Alternext, dedicato alle PMI.[5]
- maggio 2006: accordo tra Euronext e New York Stock Exchange (NYSE) per combinare i loro rispettivi business.

### NYSE Euronext
- 4 aprile 2007: completamento della fusione con il New York Stock Exchange (NYSE) e creazione del gruppo NYSE Euronext.
- 21 dicembre 2007: Powernext vende Powernext Carbon a NYSE Euronext.
- 21 dicembre 2007: creazione di BlueNext [NYSE Euronext (60%) e CDC (40%)], che riprende le attività di Powernext Carbon.
- 30 giugno 2008: NYSE Euronext vende le sue azioni di Powernext a HGRT.[3]
- febbraio 2009: lancio di SmartPool[6] (una dark pool), insieme a BNP Paribas, HSBC e JPMorgan Chase.
- 15 luglio 2010: NYSE Euronext lancia Euronext London.[7]
- 3 gennaio 2011: riorganizzazione degli indici del mercato francese.[8]
- 9 febbraio 2011: annuncio del tentativo di fusione di NYSE Euronext con la Deutsche Börse[9], bloccato poi il 1º febbraio 2012 dalla Commissione europea.
- 2012: annuncio della creazione di Euronext London, che ottiene lo status di Recognized Investment Exchange nel giugno 2014.
- 5 dicembre 2012: chiusura di BlueNext.
- 20 dicembre 2012 : IntercontinentalExchange (ICE) annuncia di l'intenzione di voler acquistare il gruppo NYSE Euronext.[10]
- 23 maggio 2013: lancio di EnterNext, sussidiaria del gruppo dedicata al finanziamento e alla promozione delle PMI nei mercati finanziari.[11][12]
- 13 novembre 2013: IntercontinentalExchange (ICE) acquista il gruppo NYSE Euronext.

### Euronext
- 20 giugno 2014: ICE separa le attività dell'Europa continentale dal gruppo NYSE Euronext con una nuova IPO; dal 20 giugno 2014 EURONEXT è una società quotata e nuovamente indipendente[13]; LIFFE rimane in capo a ICE.
- 1º giugno 2015: lancio degli indici Euronext Germany, Euronext Italy ed Euronext Spain.[14]
- 26 ottobre 2015: lancio di AtomX.[15]
- 29 ottobre 2015: apertura di un servizio di automated trading system (ATS) per i clienti domiciliati ad Hong Kong.[16]
- 22 luglio 2016: acquisto del 34% delle azioni di Tredzone, uno sviluppatore software a bassa latenza.[17][18]
- 3 novembre 2016: incorporazione della joint venture Algonext, creata insieme ad Algomi.[19][20]
- 15 dicembre 2016: conclusione dell'acquisizione del 20% di azioni di EuroCCP, una camera di compensazione.[21][22]
- 3 gennaio 2017: offerta per l'acquisizione della camera di compensazione LCH.Clearnet SA (“Clearnet”)[23], sussidiaria del LCH.Clearnet Group, nel contesto della fusione tra LSEG e Deutsche Börse[24][25]; tuttavia, dato che la vendita era condizionata alla fusione e che questa è stata bloccata dalla Commissione europea, il progetto di vendita è decaduto.
- 3 aprile 2017: Euronext sigla un accordo con ICE Clear Netherlands, una filiale di IntercontinentalExchange, per rafforzare i servizi di compensazione, soprattutto a seguito del mancato acquisto di LCH.Clearnet SA.[26]
- 23 maggio 2017: Euronext acquisisce FastMatch, Inc..[27]
- 19 giugno 2017: Euronext cambia i nomi di tre dei suoi segmenti di mercato: "Marché Libre/Free Market" e "Easynext" diventano "Euronext ACCESS" (con il compartimento "Euronext ACCESS+" per le startups e le PMI), "Alternext" diventa Euronext GROWTH, mentre "Euronext" (con i 3 compartimenti A, B e C) rimane invariato.[28]
- 10 luglio 2017: Euronext acquisisce il 60% di iBabs, una società olandese fornitrice di portali online.[29]
- 27 luglio 2017: Euronext lancia in collaborazione con Morningstar 2 nuovi indici: "Morningstar Eurozone 50" e "Morningstar Developed Markets Europe 100".[30]
- 8 agosto 2017: Euronext rinnova l'accordo con la camera di compensazione "LCH Group" e contestualmente annuncia lo scambio del suo 2,3% detenuto in "LCH Group" con 11,1% in "LCH SA" (la filiale francese, ex Clearnet); l'accordo prevede inoltre un diritto di prelazione in caso di vendita di "LCH SA".[31][32][33]
- 29 novembre 2017: Euronext annuncia l'acquisizione del 100% dell'Irish Stock Exchange (ISE), per 137 milioni di euro.[34][35]
- 29 dicembre 2017: Euronext completa lo scambio di azioni del 2,3% in LCH Group con l'11,1% in LCH SA e diventa azionista di minoranza di LCH SA.[36]
- 27 marzo 2018: Euronext completa l'acquisizione dell'Irish Stock Exchange (ISE), che è consolidata nel gruppo Euronext a partire dal 1º aprile e che diventa Euronext Dublin.[37][38]
- 9 ottobre 2020: Euronext affiancata da CdP e Intesa Sanpaolo, acquista Borsa Italiana da London Stock Exchange per 4,325 miliardi.[39]
- 29 aprile 2021: Euronext annuncia il completamento dell'acquisizione di Borsa Italiana per 4,444 miliardi e il contestuale ingresso nell'azionariato di Euronext da parte di CdP col 7.31% (la stessa quota della cugina francese Caisse des Dépôts et Consignations) e di Intesa Sanpaolo con l'1,3%.[40][41]
- 15 giugno 2022: viene completata la migrazione del core data center e relativi servizi di Euronext da Basildon nel Regno Unito all'Aruba Global Cloud Data Centre IT3 di Bergamo.[42][43][44]

## Organizzazione
██ Listing (15,8%)
██ Clearing (9,8%)
██ Derivatives trading (7,6%)
██ Custody & Settlement (3,9%)
██ Cash trading (35,7%)
██ Market Data & Indices (19,7%)
██ Market Solutions & Other revenues (6,4%)
██ FX Spot trading (1,4%)
██ Azionisti di riferimento. (23,86%)
██ Buy-back (0,59%)
██ Dipendenti (0,22%)
██ GIC Private Limited (3,05%)
██ BlackRock (3,02%)
██ Norges Bank (2,89%)
██ Standard Life Investments (2,85%)
██ UBS Group AG (2,72%)
██ Altri (60,8%)

### Governo d'impresa
Consiglio di sorveglianza 2018
- Dick Sluimers
- Ramon Fernandez
- Manuel Ferreira da Silva
- Jim Gollan
- Kerstin Günther
- Luc Keuleneer
- Lieve Mostrey
- Padraic O'Connor
- Franck Silvent

Consiglio di gestione 2018
- Stéphane Boujnah, CEO e Chairman di Euronext NV
- Anthony Attia, CEO di Euronext Paris e Global Head of Listing
- Paul Humphrey, Global Head of FICC di Euronext NV
- Paulo Rodrigues da Silva, CEO di Euronext Lisbon e di Interbolsa
- Deirdre Somers, CEO di Euronext Dublin
- Maurice van Tilburg, CEO di Euronext Amsterdam
- Vincent Van Dessel, CEO di Euronext Brussels

### Organigramma
Dove non specificato, la percentuale è il 100%; le borse valori sono indicate in grassetto.
 Euronext NV – organigramma 2017
- EnterNext SA
- Euronext Amsterdam NV (Beursplein 5, 1012 JW Amsterdam, Nederland)
- Euronext Brussels SA/NV (Rue du Marquis 1, 1000 Bruxelles, Belgique / Markiesstraat 1, 1000 Brussels, België)[46][47]

- Euronext Holding Italia S.p.A.
  -  Borsa Italiana S.p.A.

- Euronext IP & IT Holding BV
  -  Euronext Hong Kong Limited
  -  Euronext Technologies Holding SAS
    -  Euronext Technologies Ltd
    -  Euronext Technologies SAS

  -  Euronext Technologies Unipessoal Lda
  -  Tredzone SAS (34,04%)[17][18]
- Euronext Dublin (Irish Stock Exchange plc) (28 Anglesea Street, Dublin 2, D02 XT25, Ireland)[48][49]
  -  European Wholesale Securities Market Limited (80%)
  -  ISE Services Limited
- Euronext Corporate Services BV
  -  iBabs B.V. (60%)
  -  Company Webcast B.V. (51%)
  -  IR.Manager
- Euronext Lisbon SA (Av. da Liberdade, n.º 196 - 7º, 1250-147 Lisboa)
  -  Interbolsa SA
- Euronext London Ltd (Juxon House, 100 St Paul’s Churchyard, London EC4M 8BU)
- Euronext Paris SA (14, place des Reflets, 92054 Paris La Défense Cedex)[50][51]
  -  Sicovam Holding SA (9,60%)
- Euronext US Inc.
  - Euronext Synapse LLC
  - FastMatch Inc. (90%)
- Algomi (7,74%)
- Algonext Ltd (50,00%)[19][20]
- European Central Counterparty NV (20,00%)[21][22]
- Euroclear Plc (3,26%)
- LCH SA (11,1%)
- LiquidShare SA (13,35%)

## Mercati e indici
| Nazione / Città | Nome Mercato / Segmento                        | MIC  | Op. MIC | O / S | Data    | Note |
| --------------- | ---------------------------------------------- | ---- | ------- | ----- | ------- | --- |
| Brussels        | Euronext - Euronext Brussels                   | XBRU | XBRU    | O     | 2005/06 | |
| Brussels        | Euronext - Euronext Brussels - Derivatives     | XBRD | XBRU    | S     | 2007/11 | |
| Brussels        | Euronext - Trading Facility Brussels           | TNLB | XBRU    | S     | 2007/08 | |
| Brussels        | Euronext - Ventes Publiques Brussels           | VPXB | XBRU    | S     | 2007/08 | |
| Brussels        | Euronext Access Brussels (ex Marche Libre)     | MLXB | XBRU    | S     | 2007/08 | |
| Brussels        | Euronext Growth Brussels (ex Alternext)        | ALXB | XBRU    | S     | 2007/08 | |
| Parigi          | Euronext - Euronext Paris                      | XPAR | XPAR    | O     | 2005/06 | |
| Parigi          | Bondmatch                                      | MTCH | XPAR    | S     | 2010/11 | Piattaforma di trading di obbligazioni finanziarie, societarie e coperte per investitori professionali.                                |
| Parigi          | Euronext Access Paris (ex Marche libre)        | XMLI | XPAR    | S     | 2006/06 | |
| Parigi          | Euronext Growth Paris (ex Alternext)           | ALXP | XPAR    | S     | 2007/08 | |
| Parigi          | Euronext Paris MATIF                           | XMAT | XPAR    | S     | 2005/06 | |
| Parigi          | Euronext Paris MONEP                           | XMON | XPAR    | S     | 2005/06 | |
| Parigi          | Euronext Structured Products MTF               | XSPM | XPAR    | S     | 2016/09 | MTF per il trading di prodotti strutturati.                                                                                            |
| Lisbona         | Euronext - Euronext Lisbon                     | XLIS | XLIS    | O     | 2005/06 | |
| Lisbona         | Euronext - Market Without Quotations Lisbon    | WQXL | XLIS    | S     | 2007/08 | |
| Lisbona         | Euronext - Mercado De Futuros E Opções         | MFOX | XLIS    | S     | 2007/11 | |
| Lisbona         | Euronext Access Lisbon (ex Easynext)           | ENXL | XLIS    | S     | 2007/08 | |
| Lisbona         | Euronext Growth Lisbon (ex Alternext)          | ALXL | XLIS    | S     | 2011/04 | Alternext è il nome del mercato (MTF) organizzato in Portogallo da Euronext Lisbon, Sociedade Gestora De Mercados Regulamentados, S.A. |
| Amsterdam       | Euronext - Euronext Amsterdam                  | XAMS | XAMS    | O     | 2005/06 | |
| Amsterdam       | Euronext - Traded But Not Listed Amsterdam     | TNLA | XAMS    | S     | 2007/08 | |
| Amsterdam       | Euronext COM, Commodities Futures And Options  | XEUC | XAMS    | S     | 2005/06 | |
| Amsterdam       | Euronext EQF, Equities And Indices Derivatives | XEUE | XAMS    | S     | 2005/06 | |
| Amsterdam       | Euronext IRF, Interest Rate Future And Options | XEUI | XAMS    | S     | 2005/06 | |
| Londra          | Euronext - Euronext London                     | XLND | XLDN    | O     | 2010/03 | |
| Londra          | Smartpool                                      | XSMP | XSMP    | O     | 2008/09 | Dark pool. |
| Londra          | Euronext Synapse                               | ENSY | XLDN    | O     | 2017/07 | |

| Nome Mercato / Segmento         | Azioni | Obbligazioni | ETFs | Fondi | ETVs / ETNs | Warrants, Certificati & Strutturati |
| ------------------------------- | ------ | ------------ | ---- | ----- | ----------- | ----------------------------------- |
| Euronext Amsterdam              | Sì     | Sì           | Sì   | Sì    | Sì          | Sì                                  |
| Euronext Brussels               | Sì     | Sì           | Sì   | Sì    | Sì          | Sì                                  |
| Euronext Lisbon                 | Sì     | Sì           | Sì   | Sì    | -           | -                                   |
| Euronext London                 | Sì     | -            | Sì   | -     | -           | -                                   |
| Euronext Paris                  | Sì     | Sì           | Sì   | -     | Sì          | Sì                                  |
| Euronext Access Brussels        | Sì     | Sì           | -    | -     | -           | -                                   |
| Euronext Access Lisbon          | Sì     | Sì           | -    | -     | -           | -                                   |
| Euronext Access Paris           | Sì     | Sì           | -    | -     | -           | Sì                                  |
| Euronext Growth Brussels        | Sì     | Sì           | -    | -     | -           | -                                   |
| Euronext Growth Lisbon          | Sì     | -            | -    | -     | -           | -                                   |
| Euronext Growth Paris           | Sì     | Sì           | -    | -     | -           | -                                   |
| Traded But Not Listed Amsterdam | Sì     | -            | -    | -     | -           | -                                   |

|           | Futures / Opzioni | Amsterdam | Brussels | Lisbon | Paris |
| --------- | ----------------- | --------- | -------- | ------ | ----- |
| Commodity | Futures           | Sì        | -        | -      | Sì    |
| Commodity | Opzioni           | -         | -        | -      | Sì    |
| Valuta    | Futures           | Sì        | -        | -      | -     |
| Valuta    | Opzioni           | Sì        | -        | -      | -     |
| Dividendo | Futures           | Sì        | Sì       | Sì     | Sì    |
| ETF       | Opzioni           | Sì        | -        | -      | -     |
| Indice    | Futures           | Sì        | Sì       | Sì     | Sì    |
| Indice    | Opzioni           | Sì        | Sì       | -      | Sì    |
| Stock     | Futures           | Sì        | Sì       | Sì     | Sì    |
| Stock     | Opzioni           | Sì        | Sì       | -      | Sì    |

| Nome | Simbolo | ISIN         | Note                                                                                             |
| --- | ------- | ------------ | ------------------------------------------------------------------------------------------------ |
| AEX GR | AEXGR   | QS0011131990 | Indice dei 25 principali titoli Gross total Return della Borsa di Amsterdam (Euronext Amsterdam) |
| AEX NR | AEXNR   | QS0011211156 | Indice dei 25 principali titoli Net total Return della Borsa di Amsterdam (Euronext Amsterdam)   |
| AEX VOLAT.INDEX | VAEX    | QS0011052147 | Indice dei 25 principali titoli volatilità della Borsa di Amsterdam (Euronext Amsterdam)         |
| AEX-INDEX | AEX     | NL0000000107 | Indice dei 25 principali titoli della Borsa di Amsterdam (Euronext Amsterdam)                    |
| AMX-INDEX | AMX     | NL0000249274 | Indice dei 25 titoli dal 26º al 50º della Borsa di Amsterdam (Euronext Amsterdam)                |
| BEL 20 | BEL20   | BE0389555039 | Indice dei 20 principali titoli della Borsa di Bruxelles (Euronext Brussels)                     |
| BEL 20 GR | BEL2I   | BE0389557050 | Indice dei 20 principali titoli Gross total Return della Borsa di Bruxelles (Euronext Brussels)  |
| BEL 20 NR | BEL2P   | BE0389558066 | Indice dei 20 principali titoli Net total Return della Borsa di Bruxelles (Euronext Brussels)    |
| CAC 40 | PX1     | FR0003500008 | Indice dei 40 principali titoli della Borsa di Parigi (Euronext Paris)                           |
| CAC 40 GR | PX1GR   | QS0011131834 | Indice dei 40 principali titoli Gross total Return della Borsa di Parigi (Euronext Paris)        |
| CAC 40 NR | PX1NR   | QS0011131826 | Indice dei 40 principali titoli Net total Return della Borsa di Parigi (Euronext Paris)          |
| CAC 40 VOLA IDX | VCAC    | QS0011052139 | Indice dei 40 principali titoli volatilità della Borsa di Parigi (Euronext Paris)                |
| CAC Low Risk | CACLR   | QS0011245329 | Indice dei 25-50 principali titoli Low Risk della Borsa di Parigi (Euronext Paris)               |
| CAC Mid 60 | CACMD   | QS0010989117 | Indice di 60 titoli (dal 61° al 120°) della Borsa di Parigi (Euronext Paris) [ex CAC Mid 100]    |
| Euronext 100 | N100    | FR0003502079 | Indice dei 100 principali titoli di Euronext                                                     |
| Iberian Index | NEIBI   | QS0011181250 | Indice dei 30 principali titoli della penisola iberica (20 quotati a Madrid e 10 a Lisbona)      |
| LC 100 EUROPE | LC100   | QS0011131735 | Indice dei 100 principali titoli con la più bassa emissione di anidride carbonica                |
| Next Biotech | BIOTK   | QS0011095955 | Indice dei principali titoli del segmento biotecnologico                                         |
| PSI 20 | PSI20   | PTING0200002 | Indice dei 20 principali titoli della Borsa di Lisbona (Euronext Lisbon)                         |
| PSI 20 GR | PSITR   | PTING0210001 | Indice dei 20 principali titoli Gross total Return della Borsa di Lisbona (Euronext Lisbon)      |
| PSI 20 NR | PSINR   | QS0011211180 | Indice dei 20 principali titoli Net total Return della Borsa di Lisbona (Euronext Lisbon)        |
| AEX / BEL 20 / CAC 40 / PSI 20 = indice calcolato con dividendi non reinvestiti AEX GR / BEL 20 GR / CAC 40 GR / PSI 20 GR = indice calcolato con dividendi lordi reinvestiti AEX NR / BEL 20 NR / CAC 40 NR / PSI 20 NR = indice calcolato con dividendi netti reinvestiti |         |              |                                                                                                  |